# María Pilar López
María Pilar López (Cieza, 4 de febrero de 1919-Murcia, agosto de 2006) fue una poeta y escritora española.

## Trayectoria
Nació en Cieza donde cursó sus estudios de bachillerato. Tras la guerra civil se trasladó a Madrid donde estudió Enfermería en la Escuela de Matronas, profesión que ejerció en Cieza hasta su jubilación.
En Madrid formó parte del grupo Juventud Creadora junto a los escritores José García Nieto y Jesús Juan Garcés, entre otros. En esta misma época fue cuando empezó a escribir sus primeros poemas que quedaron recopilados en el libro Aroma repetida, que no llegó a publicarse.
Díez de Revenga en su libro Historia de la literatura murciana hace una referencia a una descripción de Juan Barceló Jiménez:

Es autora de una poesía dolorida, trascendental, existencialista, en donde deja huellas de su constante soledad.

Publicó su primer libro de poemas Voz amarga y eco alegre en 1940.

## Obra poética
Desde su primera obra Voz amarga y eco alegre (1940), publicó Aurora repetida (1941), Tú y la huída (1952), El cielo perseguido (1959), Las tormentas (1959), Ahora y siempre (1961), Cita en el corazón (1963), Ángel irremediable (1964), Esta muchacha es mi hija (1968), Cartas al viento (1971), Cartas a un hombre nuevo (1975), Esta es Olga (1979), Antología poética (1982), Multiplicado amor (1987), Todo el tiempo (1995), Ahora y siempre (1997).
Sus poemas aparecen en el libro Desde la amistad para María Pilar López (2003), donde la escritora Juana J. Marín coordina poemas inéditos de María Pilar López junto a otros veintiséis escritores, a modo de homenaje, editado por Azarbe.

## Reconocimientos
Su biografía ha sido elaborada por Andrés Salom en su libro Poeta María Pilar López Vida y Obra y Fco. Javier Díez de Revenga en su libro Historia de la literatura murciana.
En Monteagudo. Revista de Literatura Española, Hispanoamericana y Teoría de la Literatura, José Luis Martínez Valero, en una referencia al libro de Andrés Salom hizo la siguiente reflexión:

¿Qué descubre Andrés Salom en Pilar López? El milagro de la vida, con Pilar estamos en presencia de alguien que no teme al mundo, alguien que se entrega y, porque da, nos regala la vida.

Fue homenajeada en la entrega de premios del III Certamen de Estudios Locales, en junio de 2014.
También se hizo un homenaje póstumo a la escritora en el Aula de Cultura de Cajamurcia de la calle Padre Salmerón, en Cieza, su pueblo, el 26 de abril de 2007, organizado y coordinado por el Grupo de Literatura La Sierpe y el Laúd.